# Max Planck
Max Karl Ernst Ludwig Planck (Kiel, 1858. április 23. – Göttingen, 1947. október 4.) Nobel-díjas német fizikus, a kvantummechanika megalapítója. Albert Einstein mellett ő rakta le a modern fizika alapjait.
Amennyire sikeres volt a tudományos életben, a magánéletében olyan súlyos csapások érték. Túlélte mind a négy első házasságából származó gyermekét. Utolsó élő gyermekét, Erwin fiát például azért végezték ki, mert részt vett az Adolf Hitler ellen 1944. július 20-án megkísérelt merénylet előkészítésében. A második világháborúban lebombázták a házát, mégis egészen haláláig részt vett a tudományos életben, előadásokat tartott, cikkeket publikált. Róla nevezték el a Planck-hosszt és a Planck-állandót.

## Származása, fiatalsága

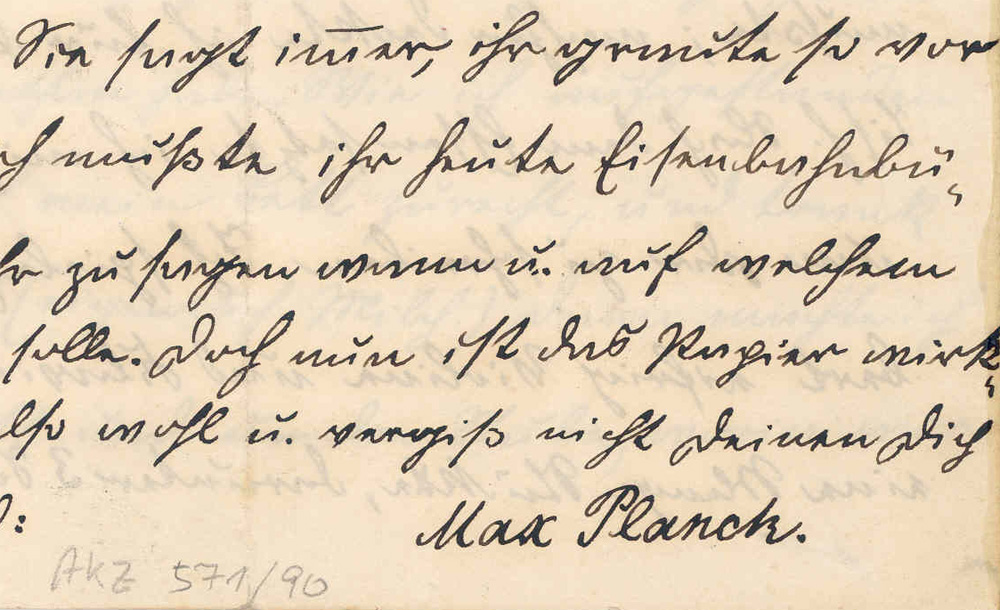
Kézírása tízéves korában

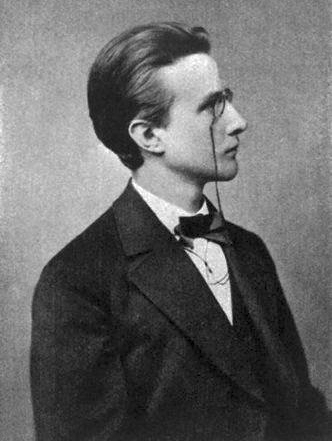
Planck diákként (1878)

Hagyományos értelmiségi családból származott. Dédapja, Gottlieb Jakob Planck (1751–1833) és nagyapja, Heinrich Ludwig Planck (1785–1831) is teológus professzorok voltak Göttingenben, apja, Wilhelm Johann Julius von Planck (1817–1900) jogász professzor Kielben és Münchenben, nagybátyja, Gottlieb Planck (1824–1907) ugyancsak jogász Göttingenben, a Német Polgári Törvénykönyv (BGB) egyik érdemi alapítója.
1858. április 23-án, Johann Julius Wilhelm von Planck és második felesége, Emma Patzig (1821–1914) gyermekeként született Kielben, és a Szt. Miklós-egyházközség kézzel írott bejegyzése szerint eredetileg a Marx keresztnevet kapta (a Markus egy régies változata, vagy ez talán csak íráshiba). Négy édestestvére volt (Hermann, Hildegard, Adalbert és Otto), meg két féltestvére (Hugo és Emma) apja első házasságából. Élete első éveit Kielben töltötte, amíg a család 1867-ben Münchenbe nem költözött. Ott a Maximilian Gimnáziumban osztálytársa volt Oskar von Miller, a Deutsches Museum későbbi alapítója.
Mélyen érdekelte a nyelvészet, emellett tehetséges zenész volt, főleg zongoristaként. Játszott továbbá hegedűn, csellón és énekórákra is járt. Komponált dalokat és egy operettet (1876-ban a Müncheni Akadémiai Énekegyletnek).
Már a gimnázium felsőbb osztályaiban is foglalkozott a tananyagot messze meghaladó fizikai kérdésekkel. 16 évesen elvégezte az iskolát, és ekkor el kellett döntenie, hogy filológus, fizikus vagy zongoraművész legyen-e. Minden különösebb lelkesedés nélkül választotta a fizikusi pályát, mert úgy gondolta, hogy képességeinek ez felel meg a leginkább. A müncheni Lajos–Miksa Egyetem matematika–fizika fakultására ment.

## Munkássága

### Tanulmányai
A fizikaprofesszora, Philipp von Jolly azzal a megjegyzéssel hűtötte az elméleti fizika iránti érdeklődését, hogy „ebben a tudományágban már szinte mindent felfedeztek, és már csak néhány jelentéktelen lyukat kell betömni” – abban az időben sok fizikus gondolta így. Planck szerény maradt: „Nem kergetem azt a vágyat, hogy egy új világot fedezzek fel, csupán csak a fizikai tudomány meglévő alapjait kívánom megérteni, talán még jobban elmélyíteni.” Egész tudományos pályafutása alatt csak Jollynál próbálkozott kísérletekkel (a hidrogén diffúzióját vizsgálta felhevült platinán át), de hamar az elméleti fizika felé fordult.
Matematikaprofesszorai L. Siedel és G. Bauer voltak. A hároméves alapképzés után 1877-ben a Berlinbe ment, és a híres fizikusoknál, Hermann Ludwig von Helmholtznál, és Gustav Robert Kirchhoffnál, valamint a matematikus Karl Weierstrassnál tanult. Helmholtzról feljegyezte: „… soha sem igazán felkészült, akadozva beszél, állandóan elszámolja magát, untatja a hallgatóját”, Kirchhoffról: „… gondosan kidolgozott előadás, de száraz és egyhangú”. Helmholtzcal ennek ellenére rövidesen szívélyes barátságot kötött. Emellett főként magántanulmányokkal, Rudolf Clausius feljegyzéseiből képezte magát; ennek a befolyásnak köszönhetően lett első munkaterülete a hőtan.

### A termodinamika második főtételének magyarázata
1878 októberében a müncheni Lajos–Miksa Egyetemen letette tanári vizsgáit, 1879 februárjában benyújtotta a disszertációját „A mechanikai hőtan második főtétele” címmel— ez a mai szemmel igen jelentős munkában és az ezt követő dolgozataiban megmutatta, hogy az entrópia ismeretéből miként adódnak a fizikai és kémiai egyensúly törvényei, korának tudományos közéletére azonban semmilyen hatással nem volt. 1880-ban készült el habilitációs írása, az „Izotróp testek egyensúlyi állapota különböző hőmérsékleteken”.
A habilitáció után állástalan magántanár volt Münchenben, és felkérésre várt. Bár a szakma eleinte nem vett róla tudomást, folytatta hőtani munkáját, és egymás után fejlesztette ki ugyanazokat a termodinamikai képleteket, mint Josiah Willard Gibbs, anélkül, hogy erről a párhuzamosságról tudott volna. Munkásságában központi szerepet játszott az entrópia Rudolf Clausius által bevezetett fogalma.
1885 áprilisában a Kieli Egyetemre hívták rendkívüli egyetemi tanárnak, hogy elméleti fizikát tanítson. Éves keresete 2000 márka körüli volt. További dolgozatokat írt az entrópiáról és annak jelentőségéről főként a fizikai kémiában. Svante August Arrhenius elektrolitikus disszociációs elméletére sikeres termodinamikai indoklást adott, de azt Arrhenius elutasította. Planck az atomhipotézis kritikus vitájával folytatta munkáját.
1884-ben részt vett a göttingeni egyetem filozófiai (bölcsészettudományi) kara által az 1887-es évre kiírt, „Az energia lényegéről” című versenyen. Tanulmánya, Az energiamegmaradás alapelve második díjat nyert, az első díjat nem adták ki. 1889 áprilisában Helmholtz közbenjárására Berlinbe hívták Kirchhoff utódjának; 1889-ben lett ott az elméleti fizika professzora — először mint rendkívüli egyetemi tanár.

### Korai berlini évek
Kutató munkának egy érdeklődésétől meglehetősen messze eső feladatot kapott: egy frissen épített, természetes tiszta skálájú harmóniumon kellett akusztikai vizsgálatokat végeznie. Ebben a témakörben is sikerült maradandót alkotnia: megcáfolta azt a mindezek ellenére máig is rendszeresen hangoztatott tévhitet, hogy fülünk az egyenletesen temperált skálát mindig előnyben részesíti a természetes hangskálával szemben. Kifejtette, hogy e tévedés oka valószínűleg a megszokás, hiszen a temperált skálát Bach előtt nem ismerték.
1892-ben rendes egyetemi tanárrá nevezték ki. Éves keresete ekkor 6200 márka körül volt (plusz körülbelül 1000 márka tiszteletdíj és részesedés). 1894-ben a Porosz Tudományos Akadémia fizika–matematikai osztályának rendes tagjává választották. (1912-től negyed századon át ő volt az osztály örökös titkára).
Amikor visszatért hőtani tanulmányaihoz, a tárgykörrel foglalkozó fizikusokat erősen megosztotta az a kérdés, hogy tökéletes-e az analógia a hő leadása (a tárgyak hőmérsékletének csökkenése) és a tárgyak leesése között. Planck már doktori disszertációjában bizonyította, hogy az energiafajták között a hő helyzete különleges: a természetes hőátadás megfordíthatatlan folyamat (a termodinamika második főtételének lényege az entrópia állandó növekedése). Világos érvelése ellenére a vitát nem ő döntötte el, hanem a lényegesen nagyobb tekintélyű Ludwig Boltzmann és az általa kidolgozott H-teoréma. A Boltzmann-féle kinetikus gázelmélet lényegét azonban senki sem értette meg jobban Plancknál, aki asszisztensével, Zermelóval ki tudta fejteni ennek valódi fizikai tartalmát.

## Oktatómunkája
Elméleti fizikából tartott, hatszemeszteres előadássorozata Lise Meitner szerint „józan, egy kicsit személytelen” volt. Egy angol hallgató (James R. Partington) szerint „nem használt jegyzeteket, de mégsem ejtett soha hibát, nem akadt el, a legjobb előadó, akit valaha hallgathattam“. Hallgatóságának száma az 1890-es 18-ról 1909-re 143-ra nőtt. „Mindig többen még álltak is a teremben az előadásán. Mivel az előadó terem jól fűtött és zárt volt, egyes hallgatók elájultak, de még ez sem zavarta az előadót“ (Partington).
„Iskolát” tulajdonképpen nem alapított – összesen mintegy 20 doktorandusza volt, többek között: 
Max Abraham 1897 (1875–1922)
Moritz Schlick 1904 (1882–1936), a bécsi kör megalapítója
Walther Meißner 1906 (1882–1974)
Max von Laue 1906 (1879–1960), Nobel-díjas 1914-ben
Fritz Reiche 1907 (1883–1960)
Walter Schottky 1912 (1886–1976)
Ernst Lamla (1888–1986)
Walther Bothe 1914 (1891–1957), Nobel-díjas 1954-ben
1907-ben Bécsbe hívták Boltzmann tanszékére, ezt azonban visszautasította. Berlinben maradt, amit diákok fáklyás felvonulással köszöntek meg neki.
1926. október 1-én vonult nyugalomba; utóda Erwin Schrödinger lett.

## A hősugárzás elméleti vizsgálata
Belépett a Berlini Fizikai Társaságba. Erről az időről később így írt: „Akkor tulajdonképpen én voltam az egyetlen elméletekkel foglalkozó, ennél fogva nem volt könnyű dolgom, mert az entrópiámmal előálltam, ami akkor nem nagyon volt kedvelt, mert ez egy matematikai kísértet volt.” Később az ő kezdeményezésére alakult át a társaság Német Fizikai Társasággá (Deutsche Physikalische Gesellschaft – DPG).
1894-96 körül érdeklődését Otto Lummer és Ernst Pringsheim a Birodalmi Fizikai-Technikai Intézetben végzett mérései a feketetest-sugárzás felé fordították. Az addig elméleti alapon levezetett eloszlásfüggvények ugyanis csak a nagyon kis (Rayleigh–Jeans-törvény), illetve a nagyon nagy (Wien-törvény) frekvenciákra tudtak elfogadható közelítést adni. Planck a Berlini Fizikai Társaság 1900. október 19-i ülésén terjesztette elő saját, általános érvényű formuláját, amely speciális (határ)esetként magába foglalta a két korábbi elképzelést is. Az ülésen részt vett Heinrich Rubens kísérleti fizikus, a berlini egyetem fizikatanára is, aki még aznap éjjel egybevetette Planck képletét saját mérési eredményeivel, és nem talált ellentmondást. Világossá vált, hogy az új képlet tényleg alkalmas a hősugárzás eloszlásának eloszlására, csak az nem, hogy miért – a tapasztalati jellegű formulának nem voltak elméleti alapjai. Ezeket Planck újabb egyheti, megfeszített munkával találta meg, de ehhez szüksége volt Ludwig Boltzmann statisztikus mechanikájára. Ezt korábban mereven elutasította, így elutasította a termodinamika második főtételének tisztán statisztikai értelmezéseit is. Mégis „…a kétségbeesés egy pontján…én hajlandó voltam minden eddigi fizikai meggyőződésemet feladni…”. Végül a statisztikai megfontolások és Boltzmann eredményei vezették arra a forradalmi következtetésre, hogy az energia csak oszthatatlan elemi részecskék (kvantumok) formájában létezhet az
{\displaystyle E=h\cdot \nu }
összefüggésnek megfelelően, (ahol a {\displaystyle h} a hatáskvantum — h=6,63•10−34 Js — a {\displaystyle \nu } pedig a sugárzás frekvenciája). Ez a kvantumhipotézis.
Az új elképzelésben, amelyben az energia nem folytonos függvény mentén, hanem diszkrét, az adott hullámhosszra jellemző adagokban változik, az entrópia Ludwig Boltzmann korábbi gondolatának megfelelően a sugárzó energiánál is a valószínűség mértékévé vált. Ezt a koherens sugárnyalábok energiájára Planck tanítványa, Max von Laue sikeresen bizonyította is. Az új eredményekről Planck 1900. december 14-én számolt be a Berlini Fizikai Társaságban — ezt a napot tekintik a kvantummechanika születésnapjának.
Az elmélet túlságosan újszerű volt a tudományos közvéleménynek, ezért kezdetben kevés figyelemre méltatták. Planck nem volt elégedett vele: „A kvantumhipotézis egy tisztán formális megállapítás, én magam tulajdonképpen nem sokat gondolkodtam rajta…”. Ma már ezt, a klasszikus fizikával semmiképpen sem összeegyeztethető hipotézist tekintjük legnagyobb tudományos teljesítményének. (Jegyezzük meg, hogy Ludwig Boltzmann egy 1877-ben írt elméleti munkájában már felvetette annak lehetőségét, hogy egy fizikai rendszer energiaszintjei diszkrét értékeket vesznek fel.)
Az ezt követő időkben Planck eredménytelenül próbálta megragadni az energiakvantumok értelmét. „Az eredménytelen próbálkozásom, hogy a hatáskvantumot valahová a klasszikus elméletbe beleiktassam, évekig elhúzódott, és sok munkámba került.” Más fizikusok, mint Rayleigh, Jeans és Lorentz még évekkel később is nullával tették egyenlővé a hatáskvantum értékét, hogy ne kerüljenek ellentmondásba a klasszikus fizikával, de Planck pontosan tudta, hogy a hatáskvantum értéke nem lehet zérus. „Jeans makacssága számomra érthetetlen – ő a példa arra, hogy milyen nem lehet egy elméleti ember, ő olyan, mint Hegel volt a filozófiában. Az a tények baja, ha nem felelnek meg az elméletnek.”
Max Born írta Planckról: „Természetéből és családja hagyományaiból kifolyólag konzervatív volt, elutasította a forradalmi újításokat, és szkeptikusan szemlélte a spekulációkat. Hite azonban a logikus gondolatokkal alátámasztott tények kényszerítő erejében olyan nagy volt, hogy nem habozott kimondani egy állítást, ami minden hagyománynak ellentmond, mert meg volt győződve arról, hogy nincs más kiút.”
A sugárzási képleten végzett munkáiban bevezette a Boltzmann-állandót is, amit maga Boltzmann explicit módon nem tett meg. Planck és Boltzmann viszonyát azt felhőzte be időnként, hogy Planck tanítványa és asszisztense, Ernst Zermelo erőteljesen vitatta Boltzmann H-tételét.

### A relativitáselmélet

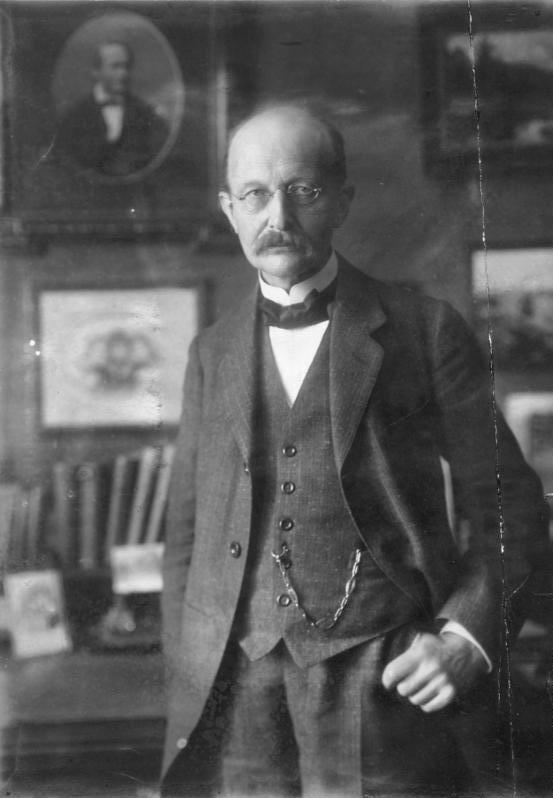
Planck

Lásd még→ Speciális relativitáselmélet
Az 1905-ös évben a fizikai évkönyvekben jelent meg az addig teljesen ismeretlen Albert Einstein három úttörő munkája. Planck azon kevesek közé tartozott, akik rögtön felismerték a speciális relativitáselmélet jelentőségét. Befolyásának köszönhetően a relativitáselmélet Németországban rövidesen érvényre jutott. Planck maga is lényeges szerepet vállalt a speciális relativitáselmélet kidolgozásában.
Elutasította viszont a fény energiakvantumok szerinti terjedésének einsteini hipotézisét (fotonok), amit a Heinrich Hertz és Wilhelm Hallwachs által 1887 felfedezett és 1902-ben Lénárd Fülöp által döntően továbbvizsgált fotoeffektus készített elő. Nem volt hajlandó a maxwelli elektrodinamikát is feladni. „A fényelmélet nem évtizedekig, hanem évszázadokig nyúlik vissza, egészen addig, amíg Christiaan Huygens a túl nagy hatalmú newtoni emissziós elmélet ellen harcolt…” 1902-ben Planck még nagyon meg volt győződve a fény-éter létezéséről, és mindig erre hivatkozott az érveléseinél, például termodinamikai jelenségeknél is.
1910-ben Einstein úgy utalt a fajhő alacsony hőmérsékleteken rendellenes tulajdonságára, mint egy újabb, klasszikusan értelmezhetetlen jelenségre. A felhalmozott ellentmondások magyarázatára Planck és Nernst megszervezte az első Solvay-konferenciát (Brüsszel, 1911), amelyen Einstein végül is meg tudta győzni Planckot.
Időközben Planck a berlini egyetem rektora lett, így Berlinbe hívhatta Einsteint, akinek egy professzori állást létesített (1914). Rövidesen jó barátok lettek, és együtt zenéltek.

### Az első világháború és aweimari köztársaság
Az első világháború kezdetén Planck sem volt mentes a korabeli lelkesedéstől: „…sok borzalom mellett mégis sok sejthetetlen nagyság és szépség is: a legnehezebb belpolitikai kérdések megoldása az összes párt egyesülésén keresztül, …minden hatékony és valódi magasabbra való értékelése…” Noha tartózkodott az egyre növekvő nacionalizmustól; így a közbenjárására a Porosz Tudományos Akadémia (Planck egyike volt a négy állandó elnöknek) 1915-ben egy olasz munkát díjazott, habár Olaszország éppen átállt az ellenséghez. Mégis a sokat vitatott „93 értelmiségi kiáltványa”, amely a háborús propaganda része volt, Planck aláírását is tartalmazza, míg Einstein szigorú pacifista magatartása miatt majdnem börtönbe került (amitől csak svájci állampolgársága őrizte meg). Miután többször találkozott Hendrik Lorentzcel, Planck már 1915-ben visszavonta a nyilatkozat egyes részeit, 1916-ban pedig aláírt egy nyilatkozatot a német annexionizmus ellen.
A háború utolsó évében Planck elnyerte a Nobel-díjat a hatáskvantum felfedezéséért. A díjat csak 1919-ben kapta meg.
A háború utáni zavaros időkben a „kibírni és továbbdolgozni” jelszót adta ki kollégáinak, mivel ekkorra ő lett a német fizika legmagasabb tekintélye. 1920 októberében Fritz Haberral közösen megalapította a „Német Tudomány Szükségközösségét” (Notgemeinschaft der deutschen Wissenschaft), amely a szűkölködő kutatások támogatását tűzte célul; az anyagi források túlnyomó része külföldről jött. Vezető pozíciót vállalt a Berlini Egyetemen, a Porosz Tudományos Akadémiában, a Német Fizikai Társaságban, és 1916 áprilisától a Kaiser Wilhelm Intézet szenátora lett (KWG; a későbbi Max Planck Intézet).
Planck tagja lett a DVP-nek, Gustav Stresemann pártjának, amely liberális belpolitikát és inkább revizionista külpolitikát folytatott. Az általános választójogot megtagadta, a náci diktatúrát a „tömegek növekvő hatalmára” vezette vissza.

### A kvantummechanika
Az 1920-as évek végén Bohr, Heisenberg és Pauli kidolgozták a kvantummechanika koppenhágai egyezményét, melyet Planck Schrödingerrel és Laueval együtt elutasított; ez alkalommal Einstein is konzervatívnak bizonyult. A Heisenberg-féle mátrixmechanikát Planck „undorítónak” találta, a Schrödinger-egyenletet megváltásként üdvözölte. Arra számított, hogy a hullámmechanika a kvantumelméletet, a saját „gyermekét” rövidesen feleslegessé teszi. A tudomány elment mellette. Még maga is, a korral való harc korai éveiben megállapította: „Valamely új tudományos igazság nem úgy szokott győzelemre jutni, hogy az ellenfelek meggyőzetnek és kijelentik, hogy megtértek, hanem inkább úgy, hogy az ellenfelek lassanként kihalnak és a felnövekvő nemzedék már eleve hozzászokik az igazsághoz.” Wissenschaftliche Selbstbiographie, Lipcse, 1948.

### Nemzetszocializmus és a második világháború
1933-ban, a nácik hatalomátvételekor Planck 74 éves volt. Az állam iránti feltétlen lojalitása porosz neveltetése okán magától értetődő volt. A Vilmos Császár Társaság elnökeként egy felterjesztésben közölte az akkori belügyminiszterrel, Wilhelm Frickkel, hogy a társaság hajlandó „magát szisztematikusan a hatalom szolgálatában fajhigiéniai kutatásra átállítani”. Az államhatalommal valo visszaélés azonban arra kényszerítette, hogy itt is feladja álláspontját, és új normák szerint gondolkodjon. Át kellett élnie, hogy zsidó barátait és kollégáit a köztisztviselőket érintő törvény miatt menesztik állásukból, megalázzák és Németország tudósok százait veszti. Ismét megpróbálkozott a „kibírni és továbbdolgozni” programmal, és emigrációra hajló fizikusokat kért meg, hogy ne menjenek — ebben részben sikeres volt.
Hahn megkérdezte Plancktól, hogy a zsidó professzorok diszkriminációja ellen nem lehetne-e a német professzorok közös tüntetését összehozni, amire Planck így válaszolt: „Ha ön ma harminc ilyen embert összeszed, akkor holnap jön százötven, akik amiatt tiltakoznak, mert a többiek helyét akarják.” Fritz Haberért Planck hiába próbált közvetlenül Hitlernél közbenjárni; Haber 1934-ben száműzetésben halt meg.
Egy évre rá Planck a KWG elnökeként (1930 óta) emlékünnepséget rendezett Habernek. Számos zsidó tudósnak lehetővé tette, hogy még egy ideig a Vilmos Császár Intézetben dolgozhassanak. Planck 1936-ig volt az Intézet elnöke, ekkor nemzetiszocialista nyomásra lemondott újraválasztásáról.
Johannes Stark, a „Német Fizika” képviselője és a Fizikai-technikai Birodalmi Intézet elnöke egy SS-folyóiratban szidalmazta a „fehér zsidókat”, vagyis Planckot, Sommerfeldet meg Werner Heisenberget, és vitatkozott az egész elméleti fizikával. A „Tudományos Főhivatal” megvizsgálta Planck származását, de arra az eredményre jutott, hogy csak egy tizenhatod részben zsidó.
Planck 1938-ban ünnepelte nyolcvanadik születésnapját: a DPG hivatalos ünnepségén a francia fizikusnak, Louis de Broglie-nak ítélték a Max Planck-érmet, közvetlenül egy új háború előtt. Planck körülbelül 900 gratuláló üzenetet kapott, mindegyikre személyesen és egyénileg válaszolt.
1938 végére az akadémiát központosították, Planck tiltakozásként visszalépett. Idős kora ellenére még mindig számtalan előadókörutat vállalt, így 1937-ben a Baltikumba ment híres „Vallás és természettudomány” című előadásával. Nagy hegymászó volt; 1943-ban még több háromezres csúcsot megmászott az Alpokban.
A második világháborúban légitámadás miatt el kellett hagynia Berlint. 1943. március 1-én szállt meg a nagyiparos Carl Stillnél, akinek kastélya a rogätzi vár egykori helyén még ma is áll. 1942-ben írta: „Megnőtt bennem az égető vágy, hogy a krízist átvészeljem, és addig éljek, hogy a fordulópontot, a felemelkedés kezdetét megérjem.” 1943 októberének végén előadást kellett tartania Kasselben; ezért október 22-éről 23-ra virradólag rokonoknál szállt meg. Ekkor pusztító légitámadás érte Kasselt, és Plancknak át kellett élnie, hogy rokonait kibombázzák. 1944 februárjában berlini házát egy légitámadás teljesen lerombolta.
1944. július 23-án fiát, Erwint, utolsó még élő gyermekét a július 20-ai összeesküvés egyik tagját letartóztatták, majd a Gestapo főhadiszállására vitték. Október 23-án a népbíróság halálra ítélte, és 1945. január 23-án Berlin-Plötzensee-ben kivégezték.
1945-ben a család feleségének Magdeburghoz közeli birtokán húzta meg magát. Amikor a környék hadszíntérré vált a többi lakossal együtt az erdőbe menekültek. A háború után Göttingenbe vitték egyik unokahúgához.

### Késői évek

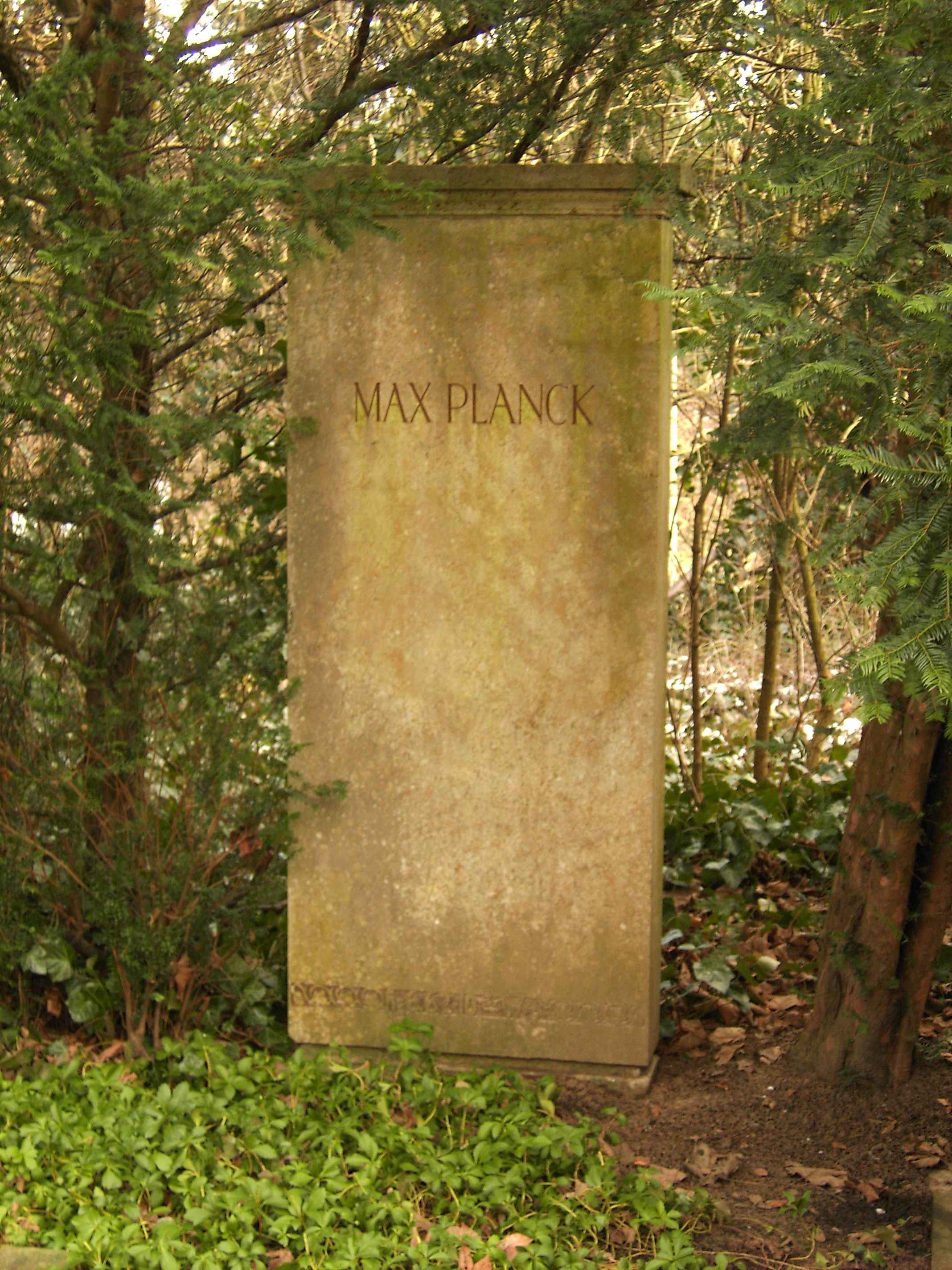
Planck sírja Göttingen város temetőjében

A háború után Göttingenből Ernst Telschow vezetésével újra felállították a Vilmos Császár Intézetet, és megbízott elnöke Max Planck lett. 1946. április 1-jén az angliai internálásból hazatérő Otto Hahn lett az utóda. Mivel a brit megszállók ragaszkodtak a társaság nevének megváltoztatásához, azt szeptember 11-én Bad Driburgban átkeresztelték Max Planck Intézetre, és Planckot tiszteletbeli elnökükké választották.
Növekvő egészségi problémái ellenére, további előadókörutakat vállalt. 1946 júliusában az egyetlen meghívott német vendégként vett részt a Royal Society Isaac Newton 300. születési évfordulóját ünneplő rendezvényén.
Max Planck 1947. október 4-én több gutaütés közben elesett, és kisvártatva meghalt. Sírja a göttingeni városi temetőben található több más Nobel-díjasé között.

## Családi élete
1887 márciusában feleségül vette egyik müncheni osztálytársa húgát, Marie Mercket (1861–1909), aki egy müncheni bankár lánya volt. A fiatalok Kielben a Wilhelmstraße 43.-ban, egy asztalos házában bérletek lakást. Négy gyermekük született: Karl (1888–1916), Emma (1889–1919) és Grete (1889–1917) ikerpár és Erwin (1893–1945).
Berlinben a berlin-grunewaldi Wangenheimstraße 21. alatti villába költöztek. A közvetlen közelükben lakott a Berlini Egyetem számos más professzora is. A Planck-birtok egyfajta közösségi és zenei központtá fejlődött: rendszeres vendégek voltak olyan ismert tudósok, mint Albert Einstein, Otto Hahn és Lise Meitner. A közös zenélés hagyománya a Helmholtz-házig nyúlt vissza.
Felesége családjának a bajorországi Bad Wiesseehez tartozó Tegernsee-nél volt egy kitűnő fekvésű tanyája, és Planck 50 évig rendszeresen ott töltötte a nyári tanítási szünet első két hetét. A gyerekeknek ez a telek szinte a második otthonuk lett.
Számos boldog év után Planck családi életét azonban súlyos sorscsapás érte: 1909. október 17-én meghalt neje, Marie, vélhetőleg gümőkórban. 1911 márciusában Max Planck feleségül vette Margarethe (Marga) von Hößlint (1882–1948), decemberben megszületett harmadik fia, Hermann.
Az első világháború folyamán Planck egyik fia, Karl Verdunnél elesett, Erwin pedig már 1914-ben francia hadifogságba esett. 1917-ben Grete lánya első gyermeke születésekor meghalt; akinek özvegye ezután másik lányát, Emmát vette feleségül, aki azonban két évvel később ugyanígy vesztette életét. Planck mindezeket a szerencsétlenségeket, sorsát sztoikusan elfogadva, az Istenbe vetett hittel viselte. Az unokák túlélték, és anyjuk után a Grete és az Emma nevet viselték.
1945. január 23-án Erwin Planckot kivégezték, mivel részt vett a Hitler elleni merényletkísérletben. Amikor a 87 éves Planck megkapta fia kivégzésének hírét, megtört.

## Fizikai felismerései
Planck hozzájárult a termodinamikához és a speciális relativitáselmélethez. 
Mégis elsősorban a fekete test spektrumának magyarázatáról híres. Az abszolút fekete test egy olyan test, amely csak a hőmérséklete miatt sugároz, különben minden elektromágneses hullámot elnyel. Csak úgy tudott helyes eredményre jutni, ha feltételezte, hogy csak diszkrét frekvenciafüggő E adagokban történhet energiaátadás:
{\displaystyle E=h\cdot \nu }
ahol {\displaystyle \nu } a frekvencia és {\displaystyle h} a Planck-állandó, értéke
{\displaystyle h=6{,}625\,\cdot \,10^{-34}\,{\rm {{J\,s}\,\left(=6{,}625\,\cdot \,10^{-27}\,{\rm {erg\,s}}\right)}}}
Planck–féle sugárzási törvény:
Egy T hőmérsékletű, abszolút fekete test egységnyi felületéről, adott idő alatt kibocsátott {\displaystyle \lambda } hullámhosszúságú sugárzás energiája:
{\displaystyle E={{c^{2}h} \over \lambda ^{5}}{1 \over {e^{ch \over k\lambda T}-1}}}
ahol {\displaystyle c} a fénysebesség, {\displaystyle h} a Planck-állandó, {\displaystyle k} a Boltzmann-állandó.

## Emlékezete
Bad Wiessee előtt, a B 318 bal oldali alapjánál tábla emlékeztet arra, hogy ez volt Planck kedvenc nyaralóhelye.

## Művei magyarul
- Válogatott tanulmányok. Az új fizika világképe; vál., ford. M. Zemplén Jolán, bev. Jánossy Lajos; Gondolat, Bp., 1965
- Válogatott tanulmányok. Az új fizika világképe; előszó Maróti Lajos, vál. M. Zemplén Jolán, Abonyi Iván, ford. M. Zemplén Jolán et al.; 2. bőv. kiad.; Gondolat, Bp., 1982
- Max Planck válogatott írásai; vál., előszó Szegedi Péter, ford. Gerner József, M. Zemplén Jolán; Typotex, Bp., 2003 (Principia philosophiae naturalis)

## Fordítás
- Ez a szócikk részben vagy egészben  a   Max Planck című német Wikipédia-szócikk ezen változatának fordításán alapul.  Az eredeti cikk szerkesztőit annak laptörténete sorolja fel. Ez a jelzés csupán a megfogalmazás eredetét és a szerzői jogokat jelzi, nem szolgál a cikkben szereplő információk forrásmegjelöléseként.